# Balade en deux temps
Balade en deux temps est une histoire de la série Bobul et Schnouf de Guy Counhaye. Elle est publiée dans le journal Spirou no 2413.